# Pista la Valascia
Die Pista la Valascia (deutsch Eisbahn Valascia) war von 1959 bis 2021 das Eisstadion des Eishockeyclubs HC Ambrì-Piotta in der Gemeinde Quinto, Kanton Tessin, in der italienischsprachigen Schweiz.

## Geschichte
Das 1959 erbaute Eisstadion mit einem Fassungsvermögen von 7000 Zuschauern, davon 2000 auf Sitz- und 5000 auf Stehplätzen, befand sich in der Gemeinde Quinto, auf der rechten Talseite der oberen Leventina. Das Südportal des Gotthardtunnels liegt nur wenige Kilometer nördlich des ehemaligen Standorts. Zwanzig Jahre nach der Einweihung wurde die offene Pista la Valascia 1979 mit einer Holzkonstruktion gedeckt.
Zuvor spielte der am 19. September 1937 gegründete Verein HC Ambrì-Piotta 22 Jahre in der offenen Pista di Cava. Seit 1985 spielt der Klub in der Schweizer Nationalliga A (heute: National League). Die Fangemeinde, die Gioventù bianco-blu, feuerte ihre Mannschaft von der Südkurve, der so genannten Curva Sud, an. Im Durchschnitt fanden mehr als 4000 Fans den Weg ins Stadion des Vereins. Derbys gegen den HC Lugano und Play-off-Spiele locken hingegen bis zu 9000 Zuschauer in die offiziell 7000 Zuschauer fassende Arena.
Am 5. April 2021 bestritt der HC Ambrì-Piotta seine letzte Partie der National League in der Pista la Valascia gegen den HC Fribourg-Gottéron (2:3). Zur Saison 2021/22 zog der Club in die «Nuova Valascia» für 6775 Fans,  die Postleitzahl von Ambri, um.

### Neubau
Über viele Jahre gab es Diskussionen und Streit um eine Renovierung der Pista la Valascia bzw. einen Neubau. Der Bau mit 7000 Plätzen auf dem Gelände des alten Flugfelds von Ambri begann 2019 und wurde im Sommer 2021 abgeschlossen. Die totalen Kosten, mit dem Rückbau der alten Pista la Valascia, sollten bei 53 Millionen CHF liegen.
Im Juli 2022 begannen die Abrissarbeiten der Pista la Valascia.

## Galerie

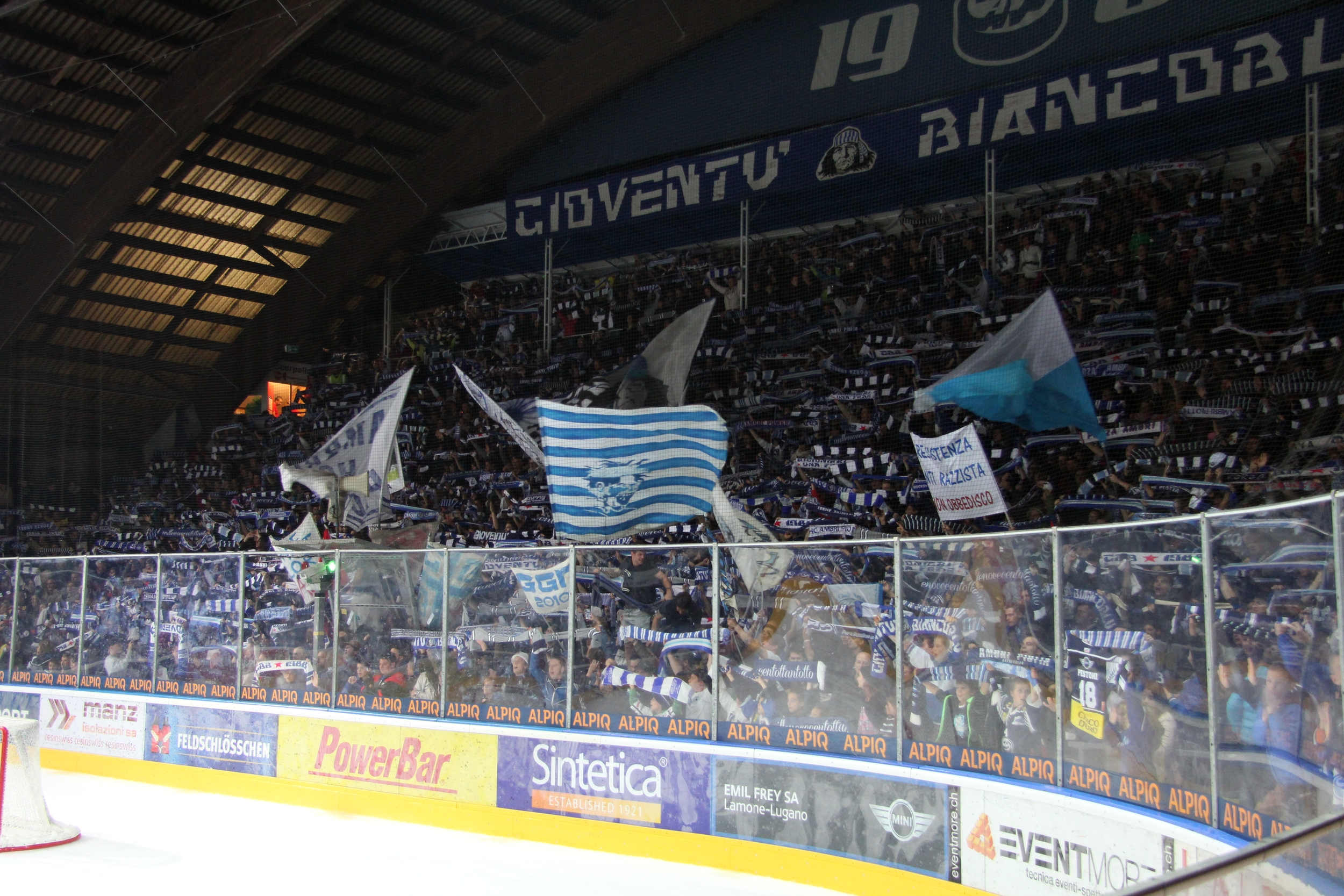
Die Curva Sud bei der NLA-Partie des HC Ambrì-Piotta gegen den Genève-Servette HC am 11. Oktober 2014
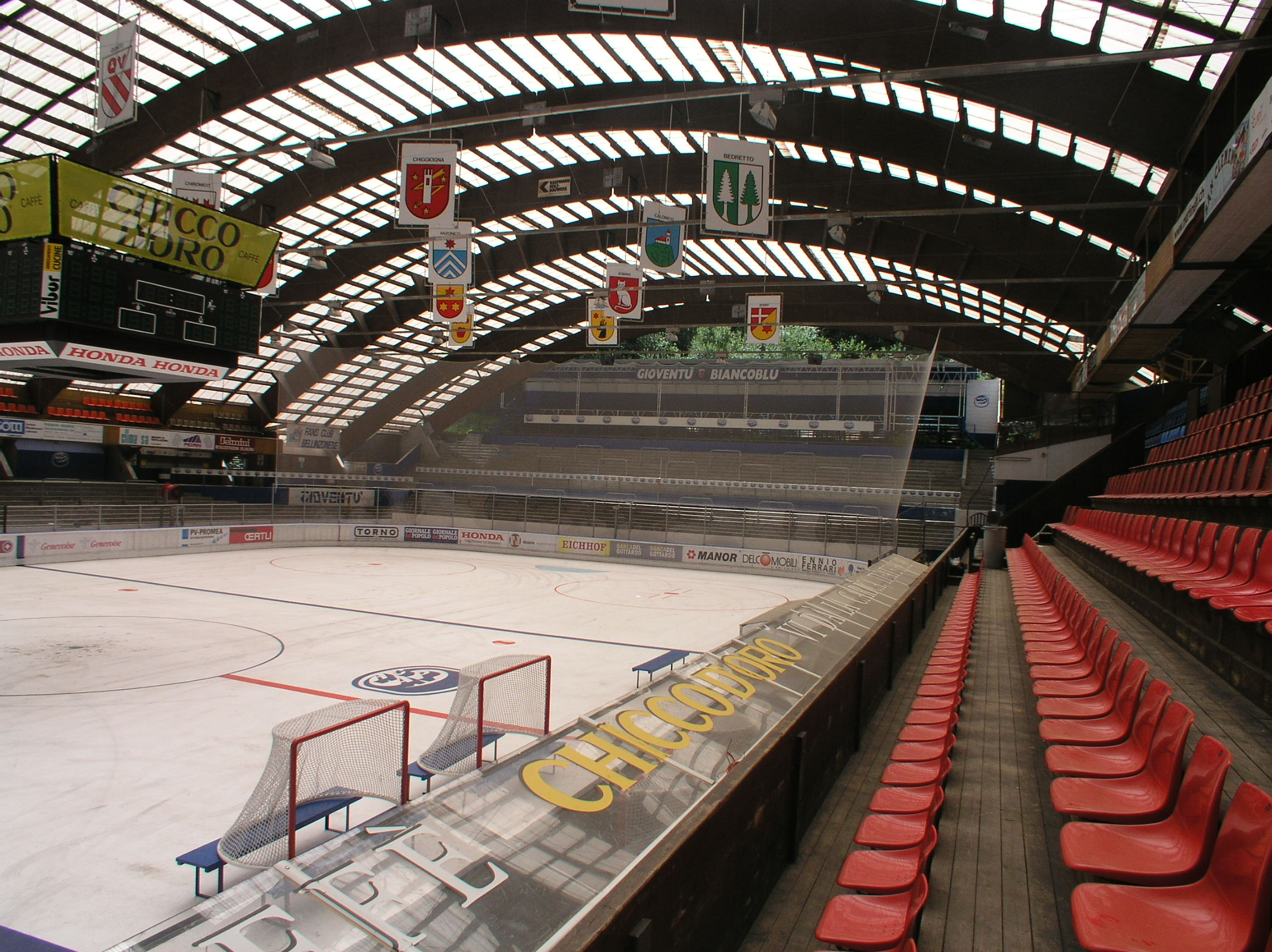
Pista la Valascia von innen (Sommer 2005)